# Zain-ud-Din bin Abdul Wahab
Datuk Zain-ud-Din bin Abdul Wahab (* 13. Mai 1948 in Labuan; † 7. Juni 2022 in Tenom) war ein malaysischer Leichtathlet.

## Leben
Zain-ud-Din bin Abdul Wahab vertrat Malaysia bei den Asienspielen 1970 sowie bei den Südostasienspielen 1967, 1969 und 1971. Dabei gewann er 1967 und 1971 jeweils Bronze mit der 4 × 100-m-Staffel. Bei den Olympischen Sommerspielen 1972 schied er im Wettkampf über 100 sowie über 200 Meter jeweils im Vorlauf aus.
Beruflich war er bei der Kriminalpolizei von Kota Kinabalu tätig.